# Маймансингх
Маймансингх (бенг. ময়মনসিংহ) — город на севере Бангладеш, административный центр одноимённых области и округа.

## История
Маймансингх был основан Британской Ост-Индской компанией 1 мая 1787 года.

## Демография
Население города по годам:
| 1991    | 2001    | 2010    |
| ------- | ------- | ------- |
| 273 350 | 332 721 | 395 129 |